# Eisenbahnunfall von Shitan
Bei dem Eisenbahnunfall von Shitan brach gegen Mittag des 16. Januar 1937 in einem fahrenden Zug der Kowloon-Canton Railway in der Nähe des Bahnhofs Shitan (chinesisch 石灘站 / 石滩站) bei Kanton (heute: Guangzhou) ein Feuer aus. Mehr als 112 Menschen starben.

## Ausgangslage
Der Zug war auf der Bahnstrecke Kanton–Hongkong von Kowloon in Hongkong nach Kanton (heute: Guangzhou) unterwegs. Die Personenwagen des Zuges hatten Rahmen aus Stahl, die Holzaufbauten trugen. Sie waren nicht mit einer Notbremse oder einer Notsignalisierung ausgerüstet. Der Unfall ereignete sich, als der Zug sich etwa 60 km vor Kanton in der Nähe des Bahnhofs Shitan befand, heute in der Großgemeinde Shitan des Stadtbezirks Zengcheng in Guangzhou.

## Unfallhergang
In einem Wagen 3. Klasse explodierte schweflige Säure, nach anderen Angaben geschmuggelte Explosivstoffe bzw. erschütterten Explosivstoffe im mitgeführten Koffer der Passagiere oder Kinderspielzeug aus Zelluloid geriet in Brand. Die Explosion führte zum Brand der drei letzten Wagen des Zuges, die mit insgesamt 150 Reisenden stark besetzt waren. Aus dem vordersten der drei Wagen gelang es den meisten Reisenden in die davor fahrenden Wagen zu flüchten. In den beiden anderen Wagen waren die Reisenden gefangen. Der Lokomotivführer merkte von dem Brand zunächst nichts und fuhr mit Reisegeschwindigkeit noch über 20 km weiter, was das Feuer zusätzlich anfachte. Erst dann bemerkte er den Brand und hielt den Zug an. Die drei Personenwagen brannten bis auf den Stahlrahmen nieder.

## Folgen
112 Menschen starben, mindestens 40 wurden darüber hinaus verletzt. Viele verbrannten, erstickten an Rauchgasen oder wurden in den Wagen von Flüchtenden niedergetrampelt. Andere starben oder wurden verletzt, als sie aus dem fahrenden Zug sprangen. Die Bergungsarbeiten gestalteten sich schwierig, weil die Toten und Verletzten zum Teil entlang der mehr als 20 km lagen, die der Zug noch brennend gefahren war.

## Anmerkung
1. ↑   Semmens nennt Sheklung als Unfallort. Der tatsächliche Unfallort liegt zwischen dem Bahnhof (Haltestelle) Shilijiao (石瀝滘站 / 石沥滘站,  Shílìjiào Zhàn, Jyutping Sek6lik6gaau3 Zaam1) und Shitan (石灘站 / 石滩站,  Shítān Zhàn, Jyutping Sek6taan6 Zaam1) im heutigen Stadtbezirk Zengcheng von Guangzhou (Kanton). Aufgrund des Fehlens einer bis dahin amtlichen Standardumschrift zur chinesischen Schrift sind latinisierte Orts- und Namensangaben chinesischer Namen und Bezeichnungen historisch bedingt uneinheitlich.
2. ↑  Semmens, S. 92; NN: 100 persons und NN: Ghastly Railway tragedy, nennen die Zahl von 50 Verletzten.